# طيران بانكوك
شركة طيران بانكوك المحدودة (بالتايلندية: บางกอกแอร์เวย์ส)‏ هي شركة أقليمية تايلاندية ويقع مقرها في بانكوك عاصمة تايلاند. تربط تايلاند بوجهات دولية مهمة مثل لاوس، المالديف، كمبوديا، الصين، بورما، الهند، سنغافورة ويعتبر مطار سوفارنابومي الدولي قاعدة عملياتها الرئيسي.

## التاريخ
تم تأسيس شركة الطيران في عام 1968 م تحت اسم طيران ساهاكول وعملت بمجال الدعم لشركات تنقيب النفط، وتعرف بأنها أول شركة طيران مملوكة للقطاع الخاص التايلاندي في تايلاند.

## الوجهات

### اتفاقيات الرمز المشترك
اعتبارًا من 31 ديسمبر 2019، أبرمت خطوط بانكوك الجوية اتفاقية الرمز المشترك مع 27 شركة طيران.:80
- إيروفلوت[4]
- طيران أستانا
- الخطوط الجوية البريطانية[5]
- كاثي باسيفيك
- الخطوط الجوية الصينية
- إل عال[6]
- طيران الإمارات
- الاتحاد للطيران
- إيفا للطيران
- غارودا إندونيسيا
- الخطوط الجوية اليابانية
- طيران لاوس
- الخطوط الجوية الماليزية
- الخطوط الجوية الفلبينية[7]
- كانتاس
- الخطوط الجوية القطرية
- الخطوط الجوية الدولية التايلاندية
- الخطوط الجوية الفيتنامية[8]
- خطوط زيامن الجوية[9]

## الأسطول

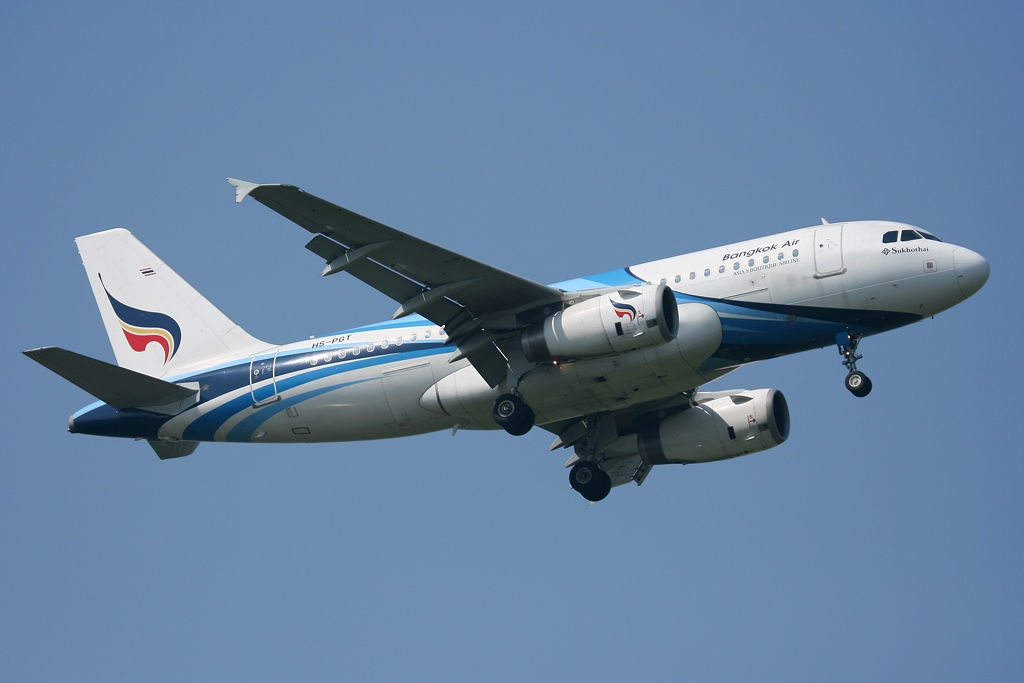
إيرباص إيه 319 التابعة لخطوط بانكوك الجوية في مطار سوفارنابومي الدولي

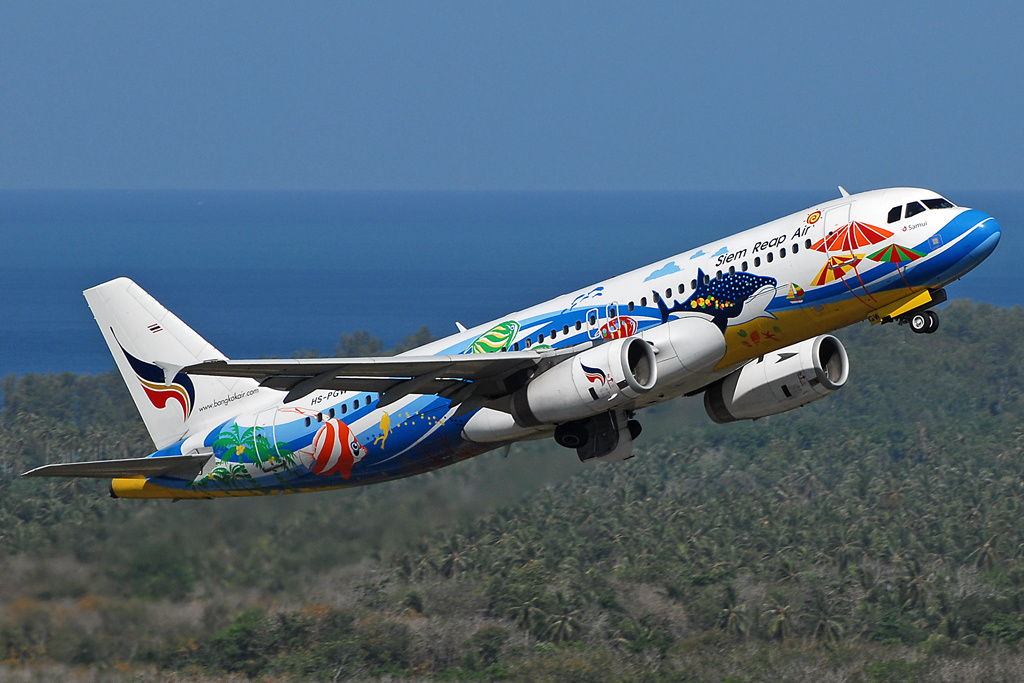
طائرة إيرباص إيه 320 في مطار بوكيت الدولي

### الأسطول الحالي
اعتبارًا من نوفمبر 2022 تشغل خطوط بانكوك الجوية الطائرات التالية:
| الطائرة        | في الخدمة | المطلوبة | الركاب |
| -------------- | --------- | -------- | ------ |
| إيرباص إيه 319 | 13        | —        | 144    |
| إيرباص إيه 320 | 9         | —        | 162    |
| إيه تي آر 72   | 13        | —        | 70     |
| المجموع        | 35        | —        |        |

### الأسطول التاريخي
| الطائرة                         | المجموع   | أدخلت     | سحبت      | ملاحظات                                      |
| ------------------------------- | --------- | --------- | --------- | -------------------------------------------- |
| إيه تي آر 42                    | 1         | 1997      | 2001      |                                              |
| إيه تي آر 72                    | 9         | 1994      | 2006      |                                              |
| إيه تي آر 72                    | 8         | 2002      | 2019      |                                              |
| إيه تي آر 72                    | 1         | 2002      | 2009      | تحطمت في حادثة خطوط بانكوك الجوية الرحلة 266 |
| بوينغ 717                       | 4         | 2000      | 2009      |                                              |
| بومباردييه داش 8                | 1         | 1989      | 1994      |                                              |
| بومباردييه داش 8                | 1         | 1989      | 1990      | تحطمت في حادثة خطوط بانكوك الجوية الرحلة 125 |
| بومباردييه داش 8                | 5         | 1990      | 1996      |                                              |
| إمبراير اي إم بي 110 بانديرانتي | غير معروف | غير معروف | غير معروف |                                              |
| فوكر 100                        | 1         | 1992      | 1993      |                                              |
| ماكدونل دوغلاس إم دي-90         | 1         | 2008      | 2008      |                                              |

## المطارات المملوكة
تمتلك خطوط بانكوك الجوية وتدير ثلاثة مطارات:
- مطار ساموي (25 أبريل 1989–الآن)[12]
- مطار سوخوثاي (12 أبريل 1996–الآن)
- مطار ترات (8 أبريل 2003–الآن)

## وصلات خارجية
- الموقع الرسمي للشركة (بالإنجليزية)
- تفاصيل طيران بانكوك (بالإنجليزية)